# Prima battaglia di Bir el Gobi
La prima battaglia di Bir el Gobi ebbe luogo il 19 novembre 1941, nell'ambito dell'offensiva britannica, Operazione Crusader, in cui si vide lo scontro fra la divisione Ariete (comandata dal generale Mario Balotta) e la 22ª Armoured Bigade della 7th Armoured Division britannica. Dopo un aspro combattimento la "Ariete" impedì alla divisione britannica di proseguire l'azione pianificata.

## L'origine del combattimento
Il 15 novembre 1941 il generale Claude Auchinleck, comandante dell'8ª Armata britannica, diede il via all'operazione Crusader, che aveva lo scopo di costringere l'armata italo-tedesca a togliere l'assedio a Tobruk e, possibilmente, di respingerla fuori dalla Cirenaica. L'8ª Armata era articolata sul XIII Corpo (con divisioni di fanteria) e sul XXX Corpo, che comprendeva anche la 7ª Divisione corazzata, veterana della guerra del deserto, facente parte dalla Western Desert Force che, poco meno di un anno prima, aveva pesantemente sconfitto la 10ª Armata italiana nell'operazione Compass. Il piano britannico era di aggirare da sud le posizioni italo-tedesche con la 7ª Armoured Division per poi prendere al rovescio le forze che assediavano Tobruk.
Negli stessi giorni Rommel progettava un nuovo attacco su Tobruk, quindi aveva radunato le forze corazzate tedesche (raggruppate nel Deutsches Afrikakorps (DAK) a nord ovest, fra Tobruk ed il confine egiziano in prossimità della costa. L'Ariete in questo piano aveva il compito di fronteggiare il XIII Corpo (quindi con fronte ad est) coprendo il nodo stradale di Bir el Gobi, da cui partivano le carovaniere verso Bir Hakeim (nord-ovest), Giarabub (sud), Sidi Omar (sud-est) e El Adem e successivamente Tobruk (nord).

## Forze contrapposte

### Italia
132ª Divisione corazzata "Ariete" (generale Mario Balotta)
- Comando e servizi
- 132º Reggimento fanteria carrista
  - VII Battaglione carri M
  - VIII Battaglione carri M
  - IX Battaglione carri M
- 32º Reggimento fanteria carrista
  - I Battaglione carri L
  - II Battaglione carri L
  - III Battaglione Carri L
- 8º Reggimento bersaglieri
  - V Battaglione bersaglieri autoportato
  - XII Battaglione bersaglieri autoportato
  - III Battaglione armi d'accompagnamento
- 132º Reggimento artiglieria
  - I Gruppo da 75/27
  - II Gruppo da 75/27
- 1ª Batteria (3 pezzi) MILMART su autocannoni da 102/35[1]
- una sezione (2 pezzi)/6ª Batteria MILMART su autocannoni da 102/35

In totale erano disponibili circa 130 M13/40, dato che il 32º Reggimento Fanteria Carrista non era operativo ed era lontano dall'area dell'azione.

### Regno Unito
22nd Armoured Brigade
(generale Jock Scott-Cockburn)
- 2nd Royal Gloucestershire Hussars (RGH) Regiment
- 3rd County of London Yeomanry (CLY) Regiment
- 4th County of London Yeomanry Regiment
- Una compagnia del 1st King Royal Rifles Corp (KRRC) Batillon
- Una batteria del 4th Royal Horse Artillery (RHA) Regiment su 8 pezzi da 25 lb (88 mm)
- Una sezione controcarri su pezzi da 2 libbre
- Una batteria contraerea su pezzi Bofors 40/56

11th Hussars Regiment
(reparto esplorante divisionale)
In totale i britannici avevano 150 carri Mk VI Crusader e un numero imprecisato di autoblindo.

## Il combattimento
Il 15 novembre l′Ariete, che fronteggiava il XXX Corps (quindi aveva il fronte verso est) fu fatta ruotare con perno su Bir el Gobi (al centro dello schieramento) in direzione sud, dato che erano stati rilevati concentramenti di truppe britanniche (la 7th Armoured Division) nella zona della Ridotta Maddalena. A questo punto la difesa fu riorganizzata su una linea di capisaldi tenuti dai bersaglieri, appoggiati direttamente da cannoni 47/32 e mortai da 81 mm, con l'appoggio indiretto dell'artiglieria divisionale da 75/27; la costruzione delle opere di fortificazione dei capisaldi iniziò immediatamente e proseguì fino al mezzogiorno del 18.
La 7th Armoured Division era su tre brigate corazzate: 7th, 4th e 22nd Armoured Brigade (quest'ultima distaccata dalla 1st Armoured Division), di queste la 4th mosse direttamente a nord dalle basi di partenza, in appoggio diretto all'avanzata del XXX Corps, la 7th puntò si Sidi Rezegh (dove si trovavano le basi aeree dell'Asse) e la 22nd (immediatamente a sinistra della 7th) mosse direttamente verso Bir el Gobi per respingere l′Ariete e prendere al rovescio la 21ª Panzer. La 22nd era preceduta dalle autoblindo dell'11th Hussars Regiment, che era un'unità esplorante divisionale.

### Combattimenti del 18 novembre
Alle 14 del 18 novembre le autoblindo britanniche (Squadron B dell'11th Hussars) furono avvistate a circa 10 km a sud est di Bir el Gobi da un plotone di M 13/40 che, serrate le distanze, aprì il fuoco sui britannici, queste furono le prime cannonate del combattimento. Le autoblindo, grazie alla loro maggiore velocità, ruppero agevolmente il contatto con gli italiani. Il tentativo britannico di far affluire una sezione del RHA per permettere alle autoblindo di proseguire la ricognizione fu impedito dal sopraggiungere dell'oscurità.
Intanto una formazione aerea nemica bombardava il grosso dell′Ariete, provocando alcuni feriti e la distruzione di un trattore del 132º Reggimento Artiglieria.
In seguito alla comparsa del nemico il generale Balotta ordinava alla divisione di assumere uno schieramento difensivo. La linea del fronte tenuto dai bersaglieri fu accorciata, mentre i 5 pezzi della Milimart furono schierati subito a nord di Bir el Gobi ed il 132º Reggimento Fanteria Carrista fu schierato a 6 km a nord ovest di Bir el Gobi, in posizione per un eventuale contrattacco ed in copertura della carovaniera per el Adem. La linea difensiva dei bersaglieri era tenuta (da destra a sinistra) dal 12°, dal 5º e dal 3º Battaglione.

### Il combattimento del 19 novembre
La mattina del 19 novembre la 22nd Armoured Brigade si mosse verso Bir el Gobi, sempre schermata dalle autoblindo dell'11th Hussars che, contrastate dalla 3ª Compagnia del 7º Battaglione Carri M, appoggiata da una sezione da 75/27, furono costrette a ritirarsi. Tuttavia la posizione dei carri italiani era scoperta sul fianco destro, quindi, bloccata sul fronte dal tiro dei 25 lb della RHA, la compagnia fu aggirata ed attaccata alle spalle dai Crusader dello Squadron H/2nd RGH. In questo scontro i carri italiani distrussero 8 Crusader, dopo la perdita di tre M 13/40 i carri italiani ripiegarono sulle proprie linee insieme alla sezione di artiglieria, con la perdita di ben tre ufficiali.
A questo punto le autoblindo dell'11th Hussars ripresero la testa della brigata e, verso le 12, avvistarono la linea di resistenza dei bersaglieri circa 4,5 km a sud est di Bir el Gobi. Quasi contemporaneamente, alle 10.30 la 22nd Armoured Brigade, coperta dal fuoco della RHA, avanzava con il 2nd RGH a destra ed il 4th CLY a sinistra, mentre il 3rd CLY restava in riserva. La prima unità italiana impegnata dai carri fu il III Battaglione armi d'accompagnamento, che, non ancora completamente schierato, fu travolto dai carri dello Squadron H/2nd RGH, un plotone del IX Battaglione carri M, inviato a supportare i bersaglieri, fu distrutto dall'azione combinata degli Squadron G ed H del 2nd RGH, con la morte anche del comandante del plotone. Invece lo Squadron F del 2nd RGH si trovò di fronte il V Battaglione bersaglieri che, ben attestato a difesa e coperto dal tiro delle artiglierie e dei cannoni della Milimart (Milizia Marittima di Artiglieria) , ne bloccò l'avanzata.
Tuttavia i carri inglesi si raggrupparono nuovamente e gli Squadron F e G del 2nd RGH riuscirono a sfondare le linee del III Battaglione armi d'accompagnamento, aprendosi la strada verso nord.
Il 4th CLY si diresse sulle posizioni (non ancora fortificate) del XII Battaglione bersaglieri, lo Squadron A, che guidava l'attacco, fu fermato dal fuoco delle artiglierie italiane, mentre lo Squadron B tentava di superare l'ala destra italiana, per avvolgere il battaglione bersaglieri. Diversi carri britannici riuscirono ad infiltrarsi fra i capisaldi, tanto da tagliare fuori il comando di reggimento, che riuscì solo a fatica a ricongiungersi con il XII Battaglione.
In questa situazione critica, alle 13.30 scattò il contrattacco del 132º Reggimento Fanteria Carrista, la 1ª Compagnia/VII Battaglione, seguita a breve distanza dalla 2ª Compagnia, e dall'intero VIII Battaglione fu lanciata verso sud per attaccare il 2nd RGH. Questi 60 carri impegnarono a fondo ed aggirarono i due reggimenti britannici, che furono costretti ad arrestarsi. Un tentativo del 4th CLY di inviare lo Squadron C per tentare un aggiramento delle posizioni dei bersaglieri fu arrestato dal fuoco dei pezzi controccarri e degli autocannoni della Milimart, con gravi perdite britanniche.
L'intervento del 3rd CLY, che era stato spostato a coprire il fianco destro del 2nd RGH, sorprese il plotone che aveva aggirato questa unità da destra e riuscì facilmente ad avere ragione dei carri italiani. Lasciato lo Squadron B in posizione difensiva (scafo sotto) per tenere i contatti con l'altro reggimento, il comando del reggimento avanzò, incappando nelle difese controcarri dei bersaglieri, che ben presto misero fuori combattimento quattro carri, compreso quello del comandante del reggimento.
Alle 16.30, il 2nd RGH fu costretto a ripiegare, sotto la pressione dei carri italiani, sempre tenuto sotto il fuoco dai pezzi anticarro e dagli autocannoni. A questo punto si ritirò anche il 4th CLY. Il 3rd CLY (che era stato il meno provato nei precedenti combattimenti) alle 16.50 ricevette l'ordine di raggrupparsi per tentare un nuovo attacco, ma un'ora dopo arrivò un contrordine, motivato dalle perdite già subite. A quel punto l'attacco della 22nd Armoured Brigade era finito in un completo fallimento.

## Le perdite
Le perdite fra i britannici erano state pesanti:
- 2nd RGH - 30 carri, 11 morti, 19 feriti e 20 dispersi
- 3rd CLY - 4 carri, 6 morti ed un numero imprecisato di feriti
- 4th CLY - 8 carri, 4 morti e 22 dispersi

In totale la 22nd Armoured Brigade aveva perso 42 carri, 21 morti e una settantina fra feriti e dispersi (i dispersi erano stati tutti fatti prigionieri)
D'altra parte anche le perdite italiane non erano state lievi:
- 132º Reggimento Fanteria Carrista - 34 carri, 5 ufficiali morti, 5 ufficiali feriti ed un ufficiale disperso, 11 carristi morti, 45 carristi feriti e 65 carristi dispersi
- 8º Reggimento Bersaglieri - 9 morti, 18 feriti e 17 dispersi
- 132º Reggimento Artiglieria - Un pezzo e tre automezzi distrutti, 6 feriti

In totale l′Ariete aveva perso 34 carri, un cannone, tre automezzi, 25 morti, 177 fra dispersi e feriti.

## Conseguenze del combattimento
La battuta d'arresto della 22nd Armoured Brigade costrinse la 7th Armoured Brigade a fermare l'avanzata verso Sidi Rezegh, dato che sarebbe stato estremamente rischioso lasciare il fianco scoperto agli italiani che, nonostante le perdite, avevano ancora un centinaio di carri e le artiglierie pressoché intatte. L'attacco del DAK alla 4th Armoured Brigade costrinse quest'ultima a cedere il passo, e nella prosecuzione dell'azione anche la 7th Armoured Brigade fu costretta a ritirarsi. In questo modo andò completamente a vuoto il piano britannico per l'Operazione Crusader, e solo la successiva battaglia di attrito permise all′VIII Armata di respingere l'armata italo-tedesca in Tripolitania, nei primi giorni di dicembre.

## Analisi del combattimento
| Carro                           | M 13/40         | Crusader Mk I          |
| Peso a vuoto (t)                | 14              | 18                     |
| Dimensioni (m)                  | 4,915x2,20x2,37 | 5,994x2,64x2,235       |
| Armamento (principale)          | 1xcannone 47/32 | 1xcannone 2 lb (40 mm) |
| Spessore corazza (min/max) (mm) | 14/40           | max 40                 |
| Potenza (hp)                    | 125             | 340                    |
| Rapporto potenza/peso (hp/t)    | 8,9             | 18,9                   |

Il combattimento fu portato avanti dai carristi inglesi secondo i canoni di impiego dei carri britannici, cioè utilizzando i carri incrociatori come arma autonoma, senza l'appoggio della fanteria, e con l'artiglieria utilizzata solo da lunga distanza (non si ha notizia dell'impiego nel combattimento né dei 2 libbre né dei 40 mm Bofors). Invece l′Ariete operò coordinando la fanteria con i carri armati, evidentemente ispirata dalle teorie di impiego tedesche, dato che nei mesi precedenti si era addestrata insieme alle unità Panzer del DAK. Questo utilizzo di unità corazzate con impiego pluriarma si era già dimostrato in precedenza nettamente superiore all'impiego tattico dei soli carri armati nell'attacco al fronte nemico.
È abbastanza interessante notare che le perdite italiane, furono leggermente superiori a quelle britanniche, principalmente perché a subire i danni maggiori fu la fanteria (i bersaglieri) nei confronti dei reparti di carri. È importante notare anche l'elevata percentuale di ufficiali persa fra i carristi nel corso del combattimento (5 morti e 5 feriti su una sessantina di ufficiali in organico).